# 矢延平六
矢延 平六（やのべ へいろく、慶長15年（1610年） - 貞享2年7月1日（1685年7月31日））は、日本の江戸時代に、主に讃岐国（現・香川県）で活動した土木技術家。現在の高松市に上水道を敷設したといわれ、讃岐国に数多くのため池を築いた。名を叶次（やすつぐ）、可次ともいう。
地元では水の恩人と讃えられ、新池では新池神社、仁池では、飛渡神社などに祭られ、高松市香川町浅野のひょうげ祭りの祭神となっている。

## 生涯
1610年（慶長15年）に生まれる。出生地は不明である。1642年（寛永19年）、下館藩主であった松平頼重が、讃岐高松藩に転封になった時、藩主に従って高松に転入したとされる。1644年（寛永21年）、高松城下に、神田上水に続く日本で2番目の上水道施設を作る。
1646年（正保3年）に白鳥（現・東かがわ市）に宮奥池（みやおくいけ）を、1649年（慶安2年）には、現在の丸亀市飯山町法軍寺に、仁池（にいけ）を造る。しかし、必要以上の大きい池を作ったとの罪を着せられ、阿波国へ追放される。
1664年（寛文4年）近女と結婚した。この年高松藩に戻る。しかし、1669年（寛文9年）、現在の高松市香川町浅野に新池（しんいけ）を造成した際に、高松城を水攻めにするという讒言(ざんげん)で、罪人として再度阿波国に追放された。この間、現在の徳島県美馬市に坊僧池（ぼうそういけ）を造る。
1679年（延宝7年）、高松藩に復職した。1682年（天和2年）、現在のまんのう町、土器川横に滝の鼻掛井出（たきのはなかけいで）を造る。1683年（天和3年）、高松藩を辞する。
1685年（貞享2年）7月1日、現在の丸亀市飯山町富熊にて病死。墓所は、丸亀市立富熊小学校横の山の墓地にある。

## その他
- 現代美術家ヤノベケンジは、矢延平六との関係を示唆している[12]。

- 矢野部平六、矢野部伝六、兵六と書かれている文献[13]もあるが、新池を作った「矢延平六」と、新池から水を流す場所の三谷町犬の馬場（いんのばば）の「矢野免」と、土地の有力者で、金の元締めの「矢野氏」とが混同されて文献に記されたという[14]。